# Onthophagus tridentitibialis
Onthophagus tridentitibialis är en skalbaggsart som beskrevs av Teruo Ochi och Masahiro Kon 2008. Onthophagus tridentitibialis ingår i släktet Onthophagus och familjen bladhorningar. Inga underarter finns listade i Catalogue of Life.